# Thècle du bouleau
Thecla betulae
Espèce
La Thècle du bouleau ou Thécla du bouleau (Thecla betulae) est une espèce paléarctique de lépidoptères de la famille des Lycaenidae et de la sous-famille des Theclinae.

## Dénomination
L'espèce Thecla betulae a été nommée par Linnaeus en 1758.
Synonyme : Papilio betulae Linnaeus, 1758.

### Noms vernaculaires
La Thècle du bouleau se nomme "Brown Hairstreak" en anglais, "Nierenfleck" en allemand et "Topacio" en espagnol.

### Sous-espèces
- Thecla betulae betulae dans toute l'Europe et la Sibérie
- Thecla betulae coreana (Nire, 1919) en Corée
- Thecla betulae crassa (Leech, 1894)
- Thecla betulae elwesi (Leech, 1890) dans l'ouest et le centre de la Chine
- Thecla betulae ongodai (Tutt, 1908)
- Thecla betulae yiliguozigounae (Huang et Murayama, 1992)[1]

## Description
C'est un petit papillon de 2,5 à 3 cm d'envergure qui présente un dimorphisme sexuel, le dessus du mâle est marron, celui de la femelle marron orné d'une grosse marque orange en croissant. Les deux présentent une queue orange aux postérieures.
Le revers est de couleur jaune orné d'une bande orange limitée par une fine ligne blanche.

### Chenille
La chenille, petite et trapue, possède une tête très rétractile marron foncé et un corps vert clair avec deux lignes dorsales blanchâtres et des stries obliques de même couleur sur les flancs.

## Biologie
Les chenilles sont soignées par les fourmis Lasius niger .

### Période de vol et hivernation
Espèce univoltine, elle vole de fin juillet à début septembre.
Elle hiverne à l'état d'œuf pondu au niveau des fourches des rameaux.

### Plantes hôtes
Ses plantes hôtes sont le prunellier Prunus spinosa, ainsi que  Prunus padus, Prunus domestica et d'autres rosacées.

## Écologie et distribution
La Thècle du bouleau est présente dans toute l'Europe (sauf le sud de l'Espagne, de l'Italie et de la Grèce et le nord de l'Angleterre et de la Scandinavie), en Sibérie et le nord et l'est de l'Asie jusqu'en Chine et Corée.

### Biotope
C'est un lépidoptère des bois, haies et bosquets à prunelliers.

### Protection
Pas de statut de protection particulier.